# تامی کلی (هنرپیشه)
تامی کلی (انگلیسی: Tommy Kelly؛ زادهٔ ۶ آوریل ۱۹۲۵ - درگذشته ۲۶ ژانویهٔ ۲۰۱۶) بازیگر اهل ایالات متحده آمریکا بود.
از فیلم‌هایی که وی در آن نقش داشته‌است می‌توان به دختر نجیب؟ اشاره کرد.